# Agrostis pallescens
Agrostis pallescens é uma espécie de gramínea do gênero Agrostis, pertencente à família Poaceae.